# Afrosternophorus fallax
Afrosternophorus fallax är en spindeldjursart som beskrevs av Harvey 1985. Afrosternophorus fallax ingår i släktet Afrosternophorus och familjen Sternophoridae. Inga underarter finns listade i Catalogue of Life.